# Carlo Colaiacovo
Carlo Colaiacovo (Toronto, 27 gennaio 1983) è un hockeista su ghiaccio canadese, in possesso anche del passaporto italiano, che milita come difensore negli Adler Mannheim. È fratello gemello di Paulo Colaiacovo,anch'egli hockeista su ghiaccio.

## Palmarès

### Nazionale
- Coppa Spengler: 1

2012

### Giovanili

#### Club
- Ontario Hockey League: 1

Erie Otters: 2001-2002

#### Nazionale
- Campionato del mondo Under-20:

2002, 2003

#### Individuale
- All-Star Team del Campionato del mondo Under-20: 1

2003